# Matthews Aréna
A Matthews Aréna (korábban Boston Aréna) a világ legrégebbi ma is használatban lévő többfunkciós sportlétesítménye az USA Boston városában. Az 1910-ben megnyílt aréna az Északkeleti Egyetem tulajdonában van.

## Története
Az 1910. április 6-án átadott létesítmény 1918. december 18-án részben leégett, majd 1921. január 1-jén nyitott meg újra. Az első profi mérkőzést az NHA-beli Montréal Wanderers és az Ottawa Senators között zajlott. A Boston Bruins 1924-ben itt játszotta első NHL-beli mérkőzését.
Az Északkeleti Egyetem 1979-ben megvásárolta az arénát, és Northeastern Arénára nevezte át. A létesítmény később felvette az átalakítást finanszírozó George J. Matthews öregdiák nevét. 1995-ben a jégpálya felületét 61×24 méterről 61×27 méterre növelték, 2009-ben pedig lecserélték a székeket és a kijelzőt. 2018-ban az Északkelet-USA egyik legnagyobb videófalát építették ki.
1958. május 3-án Alan Freed lemezlovas műsora alatt késelés történt; a pánik miatt az eseményt berekesztették.
Az aréna hétszer adott otthont az America East Conference férfikosárlabda-bajnokságának, valamint itt játszották a National Collegiate Athletic Association jégkorongbajnokságának 1960-as döntőjét és korábban a Beanpot tornát is.

## Fordítás
- Ez a szócikk részben vagy egészben  a   Matthews Arena című angol Wikipédia-szócikk ezen változatának fordításán alapul.  Az eredeti cikk szerkesztőit annak laptörténete sorolja fel. Ez a jelzés csupán a megfogalmazás eredetét és a szerzői jogokat jelzi, nem szolgál a cikkben szereplő információk forrásmegjelöléseként.